# Side Effects (The Chainsmokers)
Side Effects is een single van het Amerikaanse duo The Chainsmokers met de zangeres Emily Warren. Het is de tweede hit voor het DJ-duo met deze zangeres. De single kwam uit op 27 juli 2018, als de vijfde single van het tweede studioalbum Sickboy. De videoclip geregisseerd door Matthew Dillon Cohen werd opgenomen in Miami en kwam uit op 21 augustus 2018.